# Vorderweißenbach
Vorderweißenbach település Ausztriában, Felső-Ausztria tartományban, az Urfahrkörnyéki járásban. Tengerszint feletti magassága 705 méter, területe 53,01 km².

## Elhelyezkedése
Vorderweißenbach Sankt Stefan-Afiesl, Loučovice, Bad Leonfelden, Oberneukirchen és Helfenberg településekkel határos.

## Népesség
| 2016 | 2 073 |
| 2018 | 2 653 |